# ストッティング

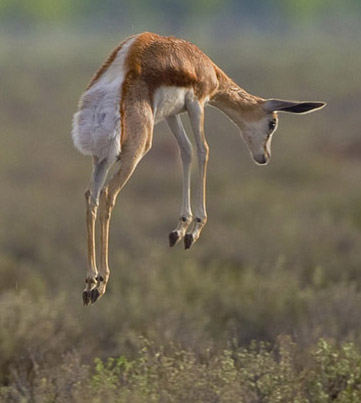
若いスプリングボックのストッティング

ストッティング（英: Stotting）、プロンキング（英: pronking）またはプロンギング（英: pronging）は、特にガゼルにみられる、四本脚をすべて地面から放して空中に跳ね出す四足動物の行動。この行動中、一斉にすべての足が地面から離れる。通常、脚は比較的しっかりと保持されており、頭部を下に向け弧を描くように背中を丸める。ストッティングには多くの説があり、エビデンスがあるいくつかの説では、捕食者に対して追いかける価値がないことを示す正直なシグナルとされる。

## 語源
ストット (Stot) はスコットランド語及びイングランド北部方言の動詞で「跳ねる」または「跳ねながら歩く」を意味し、ボールが壁から跳ね返ったり、雨粒が舗装から跳ね返るようなことを表す際に使われる言葉である。
プロンキングはアフリカーンス語で「見せびらかす」「誇示する」などの意味をもつプロンク (pronk-) からきており、英語でのプランス (prance) と語源を同じくする。

## 発生
ストッティングは北米ではミュールジカ、プロングホーン、コロンビアオグロジカを含むいくつかの鹿種が捕食者の脅威を感じたときに発生する。また、アフリカではトムソンガゼルやスプリングボックを含む、さまざなな有蹄類が行う。
ストッティングは羊などに代表される飼育下の家畜にも発生するが、大抵の場合まだ幼年の動物のみが行う。

## 有力な説
ストッティングにより捕食される側の動物はより発見されやすくなり、（捕食者からの）逃走に使える時間とエネルギーを消費する。従って、ストッティングはこの動作を行う動物たちに、必ずなにかの利益があるはずだと仮定される。次に番号をあげて解説可能なストッテングの仮説を記載する 。
ストッティングは恐らく：
1. 素早い逃げ足や、障害物を飛び越えるより良い行動である。しかしながら、トムゾンガゼルにおいて捕食者がおおよそ 40 m 以下に近づいたときにストッティングを行わないことから真ではない[5][10]。
2. 対待ち伏せ行動である。背の高い草原に住む動物が空中に跳躍することで、潜んでいるであろう捕食者を発見する行動[8]。
3. 警告信号である。群れの他のメンバーに捕食者の接近による危険を知らせることにより、群れの生存率を向上させる[注釈 2][8]。
4. 社会的集団行動である。ストッティングは捕食者から逃げるにあたって群れを作るための調整行動であり、これによって個体に対して狙いを定めることを難しくさせる[8]。（これに似たものでは、動きを惑わせるためのシマウマの縞模様が連想される。）
5. 動物の健康さを表す正直な信号である。ストッティングは不適な獲物であることを知らせ捕食者へ追跡を止めさせるための警告であり、（実際のところ非常に適しているが）追われないことで利益を得、捕食者は追跡のための無駄な時間を使わないようにこの獲物を捕まえることを好まなくなる。このシグナル理論による説明は群選択に含まれる「警告信号」や「社会的集団行動」を無効にするものである[8][10]。
6. アモツ・ザハヴィのハンディキャップ理論の実例である。ストッティングは捕食者へ、この動物は逃げることに適しており、もし故意にいくつかの（ストッティングなどの）役に立たない動作で速度を落としても逃げられるというシグナルを送る手段である[11]。
7. 捕食者発見信号である。この信号で動物は捕食者に、すでに見つけており驚かす優位性がないことを伝える。このような信号は他の動物の種類にも多く存在する。繰り返すが、これは正直な追跡抑止信号であり、追われない利益を得（なぜならば、すでに捕食者へ注意を払っていて、すぐに逃げ出す準備ができていることが見て取れるからである）、捕食者はすでに自らを発見している獲物のために、潜伏の無駄な時間を使わない利益を得る。この仮説への証明には、チーターがストッティングするガゼルに対してそれ以上の狩りを放棄するか、あるいはストッティングするガゼルを追いかけるとき、チーターは得る獲物が少ないことが挙げられる[9]。しかしこれは、ガゼルは（発見されたことにより追跡を諦める）チータよりもしばしば（驚かせることに依らず執拗に獲物を追跡する）リカオンにストッティングを行わないことも理由とされる[10]。
8. 潜在的なつがいへの健康さを示すディスプレー行動である。これは性淘汰プロセスではなく、抗捕食適応である[12]。
9. 遊びである。特に若い動物にとって、これは大人の生活への準備を手助けするものである。この仮説が支持されるのは、ストッティングは時に未成熟な動物の間で観察されることにある。しかしながら、この「遊び」仮説に対しては成熟した動物が捕食者に対して行う反論がある[10]。

イギリスの進化生物学者であるジョン・メイナード＝スミスは「ストッティングに対する自然な説明は、状態と逃走能力の指標」であり、追いかける捕食者に対する信号であると結論付けた。また「それをハンディキャップであるように見ることは難しい」が、但しこれが同種である別のガゼル達への信号だとすれば別であると所見を述べた。

## 画像

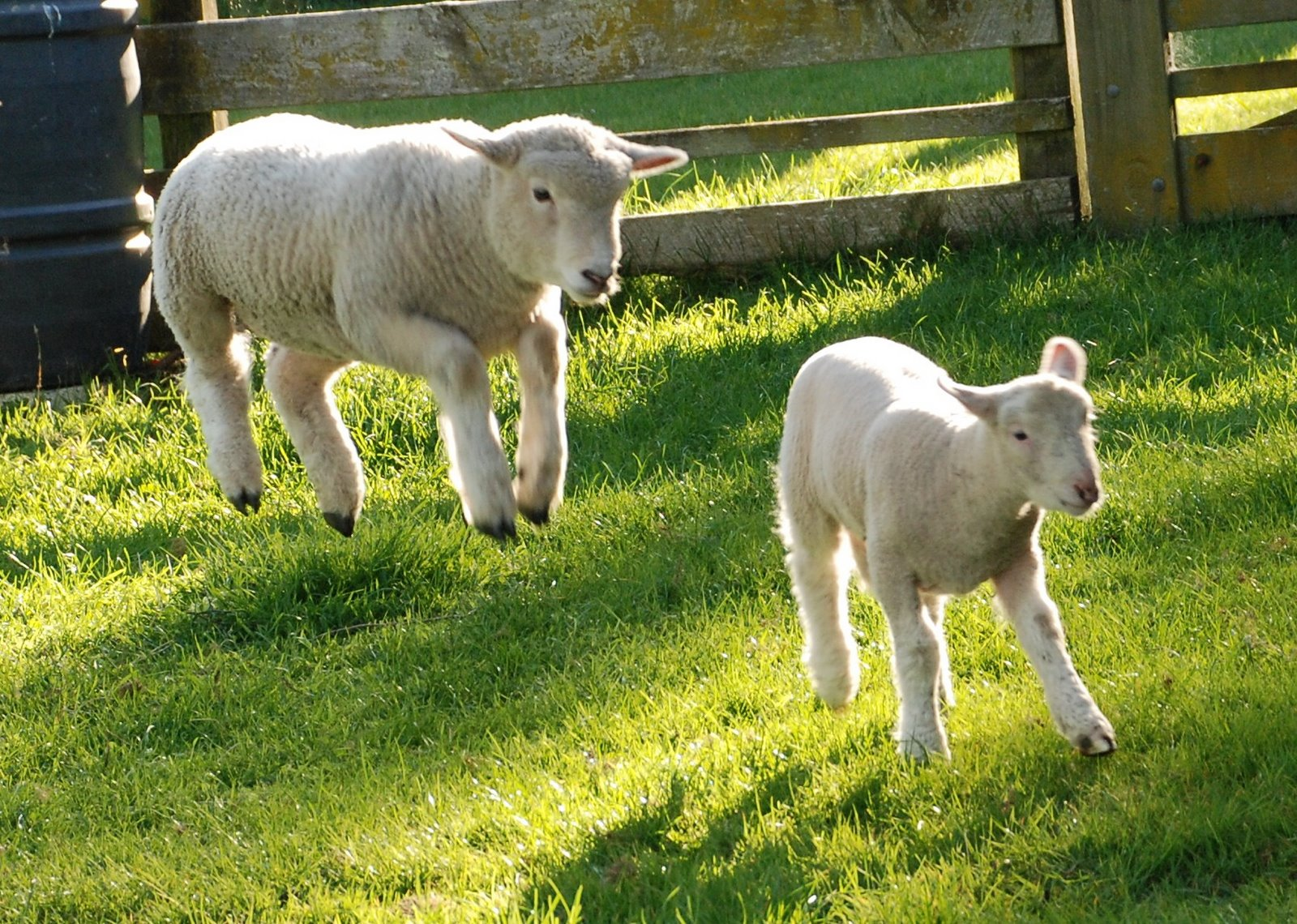
子羊のストッティング
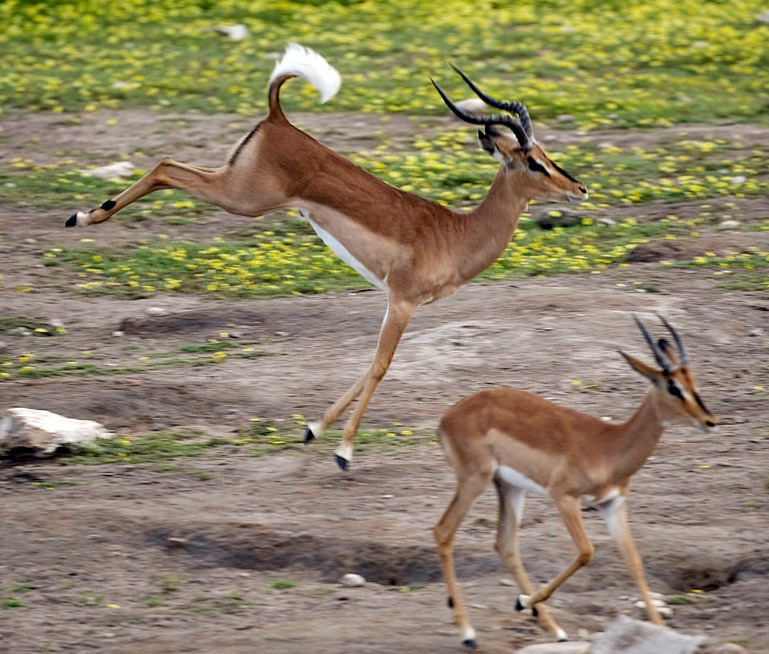
成熟したオスのカオグロインパラのストッティング、ナミビア
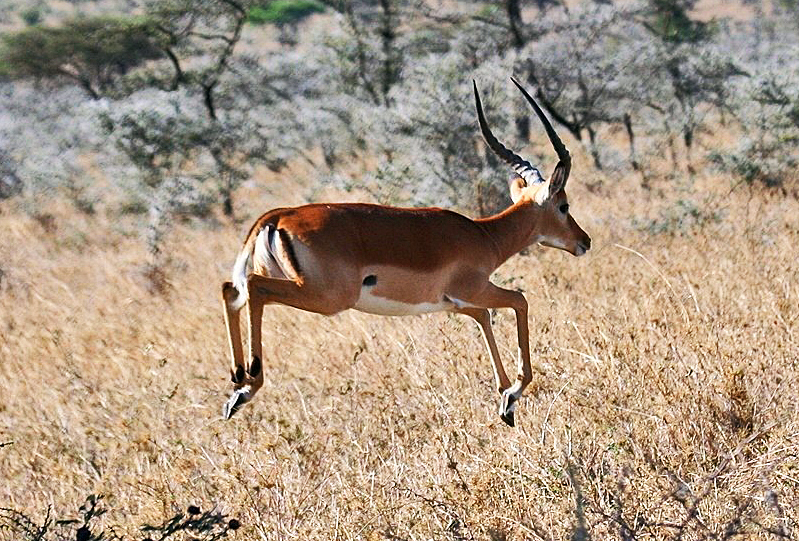
ガゼルのストッティング